# Північно-Китайський нафтогазоносний басейн
Північно-Китайський нафтогазоносний басейн — розташований у центральній та південній частинах Північно-Китайської рівнини та в акваторії Жовтого моря.
Площа 1500 тис. км². Запаси нафти 1500 млн т, газу — 80 млрд м³. 90 родовищ. Річний видобуток 50 млн т нафти і 2 млрд м³ газу.
У літературі англійською мовою П.-К. н. б. згадується як North China Craton.